# Hans Zötl

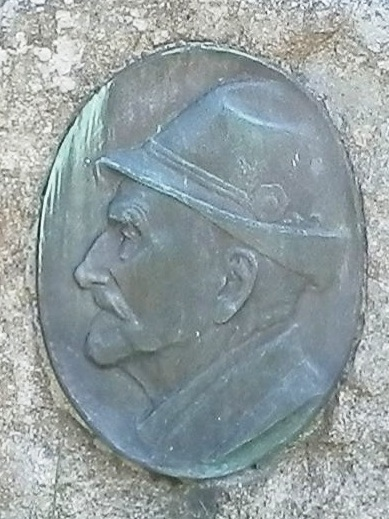
Hans Zötl auf einem Porträtrelief

Hans Zötl (* 4. September 1846 in Schärding; † 25. Dezember 1938 in Eferding) war ein österreichischer Jurist und Heimatforscher. Zudem war er Landesgerichtsrat und Gründer des Stelzhamer-Bundes.

## Leben und Wirken

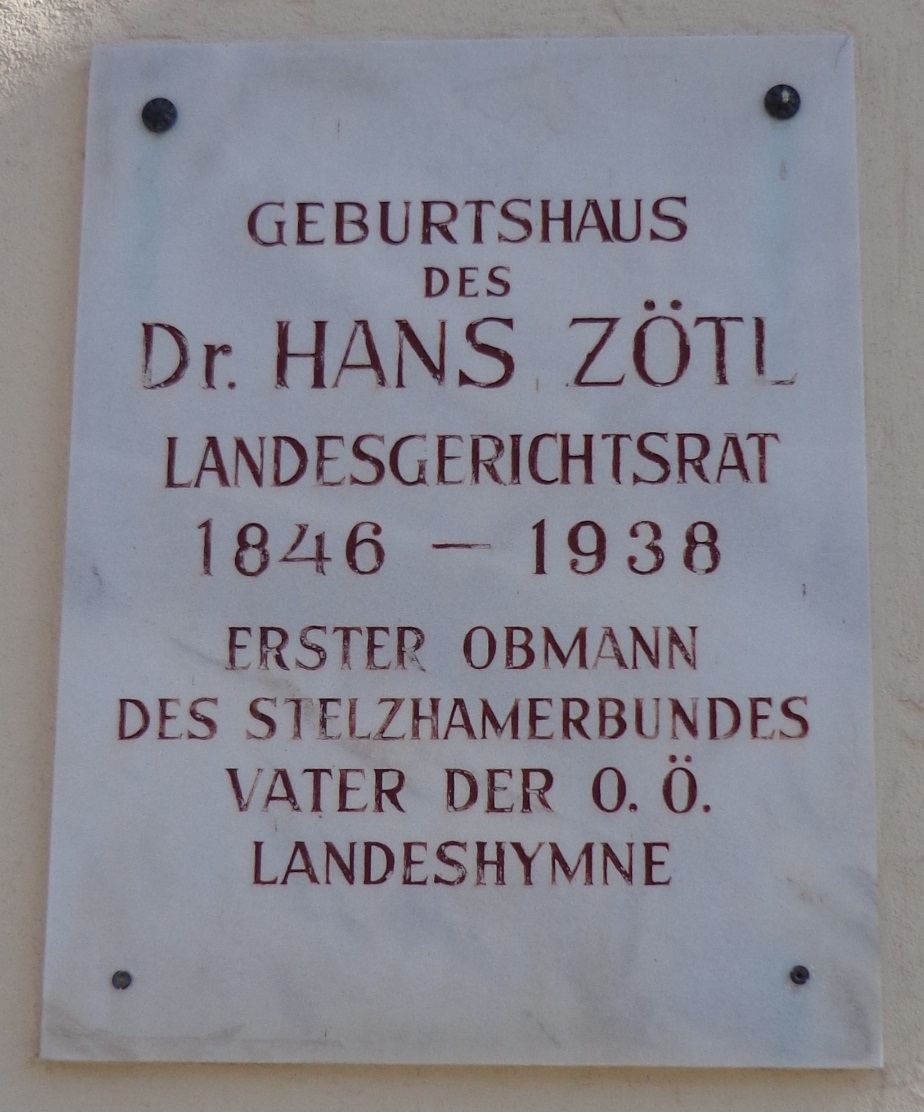
Schärding, Tafel am Geburtshaus Hans Zötls

Hans Zötl wurde als Sohn eines Färbers geboren und studierte nach dem Besuch der Gymnasien in Linz und Krems Rechtswissenschaften in Wien. Während seines Studiums wurde er 1869 Mitglied des Oberösterreichisch-Akademischen Vereins Germania (seit 1923 Akademischen Burschenschaft Oberösterreicher Germanen) in Wien. 1870 wurde er Praktikant am Wiener Landesgericht in Strafsachen und arbeitete nebenbei bei einem Notar. 1872 wurde er in Graz zum Dr. iur. promoviert. 1874 wurde er Adjunkt in St. Johann im Pongau und übernahm kurze Zeit später die Leitung des Bezirksgerichts Saalfelden im Pinzgau. Er zog nach Urfahr-Linz. 1885 wurde er Bezirksrichter in Leonfelden und war zuletzt Landgerichtsrat in Eferding.
Zötl veranstaltete in Oberösterreich zahlreiche Vortragsabende über das Werk von Franz Stelzhamer, der nach seinem Tod fast vergessen war.
Er rettete das „Muadastübl“ in Pramet vor dem Verfall und gab Hans Schnopfhagen den Rat, zu seiner Melodie anstatt des Stelzhamer-Gedichtes „Da gehad Schuasta“ den „Homatgsang“ zu verwenden. Zötl gilt damit als „Vater der oberösterreichischen Landeshymne“. 

## Werke
- Die Lebensgeschichte Franz Stelzhamers zum vollen Einblick in sein Leben, Weben und Schaffen, Selbstverlag, Linz
  - 1. 1931 (Aus da Hoamat; Bd. 29)
  - 2. 1932 (Aus da Hoamat; Bd. 30)